# ميلتون إريكسون
ميلتون هايلاند إريكسون (بالإنجليزية: Milton H. Erickson)‏ (5 ديسمبر 1901 - 25 مارس 1980) طبيب نفسي وعالم نفس أمريكي، لعب دورًا مهمًا في تطوير التنويم الإيحائي السريري، قام بالعديد من الدراسات للعلاج بالتنويم الإيحائي والعلاج العائلي. أسس إريكسون الجمعية الأمريكية للتنويم الإيحائي السريري وهو زميل الاتحاد الأمريكي للأطباء النفسيين ورابطة علم النفس الأمريكية والجمعية الأمريكية لعلاج المرضى النفسيين.
عرف بأسلوبه في اللجوء إلى العقل الباطن لتوليد الحلول الخلاقة. كما عرف أيضًا بدوره في تطوير العلاج المختصر والعلاج العائلي الاستراتيجي ونظم العلاج العائلي وحلول العلاج المختصر المركزة والبرمجة اللغوية العصبية.

## التاريخ الشخصي
تعلم إريكسون ذاتياً، ودوِنت سيرته الذاتية من قبل سيدني روزن في كتاب «سيذهب صوتي معك». عرف إريكسون العديد من تجاربه الشخصية الأولى بأنها تنويم مغناطيسي أو تنويم ذاتي.
نشأ إريكسون في لويل في ويسكونسن، في أسرة مزارعين متواضعة وكان ينوي أن يصبح مزارعًا مثل والده. كان نموه متأخرًا وعانى من عسر القراءة وعمى الألوان. تغلب على عُسر القراءة وكان لديه الكثير من الإلهام عبر سلسلة من التنويم الذاتي التلقائي «ومضات الضوء» أو «لحظات إبداعية»، بحسب الوصف في ورقة تجارب ميلتون إتش. إريكسون للتنويم الذاتي.
أصيب بشلل الأطفال في سن 17 وكانت إصابته خطرة لدرجة أن الأطباء اعتقدوا أنه سيموت.
بدأ يستعيد النشاط العضلي لجسده «ذكريات الجسد». من خلال التركيز على ذكرياته، تعلم ببطء أن يقرص عضلاته لاستعادة السيطرة على أجزاء من جسمه وتمكن في نهاية المطاف من التحدث واستخدام ذراعيه. قرر تدريب جسده أكثر من خلال الصعود لوحده في قارب برحلة ألف ميل ومعه بضعة دولارات فقط وكان ما يزال غير قادر على المشي. بعد هذه الرحلة المرهقة، تمكن من المشي بعصا. ربما تكون هذه التجربة ساهمت في أسلوب إريكسون في استخدام «المحن» في السياق العلاجي.
إريكسون طالب طب متعطش، وفضولي جدًا حول الطب النفسي والتعامل معه لدرجة أنه حصل على شهادة في علم النفس أثناء دراسته للطب.
بعد ذلك بكثير، في الخمسينيات من عمره، أصيب بمتلازمة ما بعد شلل الأطفال، والتي تتميز بالألم وضعف العضلات الناجم عن الاستخدام المفرط المزمن للعضلات المشلولة جزئيًا. تسببت الحالة في إصابته بالشلل الشديد، ولكن بعد أن مر بالتجربة سابقاً، أصبح لديه إستراتيجية لاستعادة استخدام بعض عضلاته التي استخدمها مرة أخرى. بعد هذا الشفاء الثاني، اضطر إلى استخدام كرسي متحرك وعانى من آلام مزمنة.
في أوائل الخمسينيات من القرن الماضي، شارك عالم الأنثروبولوجيا /عالم التحكم الآلي غريغوري بيتسون مع إريكسون في جزء من بحثه المكثف حول الاتصالات بصفته مستشاراً. التقى الاثنان في وقت سابق، بعد أن دعاه بيتسون ومارغريت ميد لتحليل الأفلام التي صنعتها ميد عن حالات الغشية في بالي. عن طريق بيتسون، التقى إريكسون مع جاي هالي وريتشارد باندلر وجون غريندر، من بين آخرين، وأثر تأثيرًا عميقاً عليهم جميعًا. استمروا في كتابة العديد من الكتب عنه.
في عام 1973، نشر جاي هالي العلاج غير المألوف، والذي جلب انتباه من هم خارج مجتمع التنويم المغناطيسي السريري لإريكسون ومناهجه للمرة الأولى. انتشرت شهرة وسمعة إريكسون سريعاً، ورغب الكثير من الناس في مقابلته فبدأ بعقد الندوات التعليمية والتي استمرت حتى وفاته. وفقًا لممارسي التنويم المغناطيسي، مثل مارك أيمار وفرانسوا لوتري وفيليسيا موكانو، يُعرف ميلتون إريكسون بأنه واحد من اثنين من الشخصيات الرئيسية في مجال التنويم المغناطيسي خلال القرن العشرين. يدّعون أن الشخصية الرئيسية الثانية هي الأستاذ في الطب ويليام جوزيف بريان جونيور (1926-1977)، الذين عُرفوا باعتبارهم من أوائل ممارسي التنويم المغناطيسي الطبي الكامل في الولايات المتحدة الأمريكية.
توفي ميلتون إتش. إريكسون في مارس 1980، عن عمر يناهز 78 عامًا، تاركًا أربعة أبناء وأربعة بنات، وإرثًا دائمًا لعوالم علم النفس والطب النفسي والعلاج النفسي والعلاج بالتنويم المغناطيسي والتربوي والاتصالات.

## التنويم المغناطيسي
يشتهر إريكسون بمقاربة غير تقليدية في كثير من الأحيان للعلاج النفسي، بحسب ما وصف في كتاب العلاج غير المألوف لجاي هالي وكتاب العلاج بالتنويم المغناطيسي: كتاب مدرسي استكشافي بقلم ميلتون إريكسون وإرنست إل روسي (1979، نيويورك: إيرفينغتون للنشر، المحدودة). طور استخدامًا شاملًا للاستعارة والقصة العلاجية وكذلك التنويم المغناطيسي وصاغ مصطلح المعالجة المختصرة لطريقته في معالجة التغير العلاجي في جلسات قليلة نسبيًا.
ابتداءً من الخمسينيات، أثر استخدام إريكسون للتدخلات في العلاج الاستراتيجي والعلاج بالأنظمة الأسرية على الممارسين بما في ذلك فرجينيا ساتير وجاي هالي. اشتهر بقدرته على «الاستفادة» من أي شيء يتعلق بالمريض لمساعدته على التغيير، بما في ذلك معتقداته أو الكلمات المفضلة أو الخلفية الثقافية أو التاريخ الشخصي أو حتى عاداتهم العصبية.
من خلال تصور العقل الباطن أنه منفصل تمامًا عن العقل الواعي، مع إدراكه واهتماماته واستجاباته وتعلمه، علم أن العقل الباطن مبدع ومولِّد للحل وغالبًا ما يكون إيجابيًا.
لميلتون تأثير مهم على البرمجة اللغوية العصبية (NLP)، والتي اعتمدت جزئيًا على أساليب عمله.

### الغشية والعقل الباطن
اعتقد إريكسون أن العقل الباطن يصغي دائمًا، سواء كان المريض في حالة الغشية أم لا، يمكن تقديم إيحاءات من شأنها أن يكون لها تأثير التنويم المغناطيسي، لطالما وجدت تلك الإيحاءات صدى على مستوى اللاوعي. يمكن أن يكون المريض مدركًا لذلك أو يكون غافلاً تمامًا عن حدوث شيء ما. يرى إريكسون ما إذا كان المريض سيستجيب لنوع أو أنواع أخرى من الإيحاءات غير المباشرة وسيسمح للعقل الباطن بالمشاركة بنشاط في العملية العلاجية. وبهذه الطريقة، فإن ما يبدو وكأنه محادثة عادية ربما يؤدي إلى غيبة تنويمية أو تغيير علاجي في الموضوع. وفقًا لويتزنهوفر فإن: «مفهوم إريكسون عن اللاوعي هو بالتأكيد ليس المفهوم الذي يحمله فرويد».
كان إريكسون هزليًا عمليًا لا يمكن كبته، ولم يكن من غير المألوف أن يقدم إيحاءات غير مباشرة في جميع أنواع المواقف، بما في ذلك في كتبه وأوراقه ومحاضراته وندواته. على سبيل المثال: وصلت إحدى الطالبات إلى إحدى الحلقات الدراسية المكثفة ذات الخمسة أيام التي عُقدت في مكتبه المنزلي في نهاية حياته. عندما سألها إريكسون عن سبب قدومها، أجابت بصراحة: «أخبرني أستاذي أنه يجب على الحضور لرؤيتك قبل أن تموت». ابتسم إريكسون وقال: «أخبريه أن الموت هو آخر شيء أنوي القيام به». ضحكت المجموعة من التورية. ثم قال إريكسون مع وميض في عينه: «هل تريد أن تعرف كيف تتجنب الموت؟ استيقظ دائمًا كل صباح. وهل تريد أن تعرف كيف تضمن أن تستيقظ كل صباح؟»، تابع: «اشرب الكثير من السوائل قبل النوم!».
اعتقد إريكسون أيضًا أنه من المناسب أن يذهب في غشية من أجل العلاج.
«أذهب إلى الغشية كي أكون أكثر حساسية للتنغيم وتصريف خطاب مرضاي. ولأتمكن من السماع بشكل أفضل والنظر بشكل أفضل».
أكد إريكسون أن الغشية أمر شائع يحدث يوميًا. على سبيل المثال: عند انتظار الحافلات والقطارات أو القراءة أو الاستماع أو حتى الانخراط في ممارسة التمارين الرياضية الشاقة، من الطبيعي تمامًا الانغماس في النشاط والدخول في حالة غشية، وإزالتها من أي محفزات أخرى لا علاقة لها بالموضوع. هذه الحالات شائعة ومألوفة لدرجة أن معظم الناس لا يدركون أنها ظواهر تنويم مغناطيسي.

## روابط خارجية
- ميلتون إريكسون على موقع ديسكوغز (الإنجليزية)